# Segunda presidência de Grover Cleveland
O segundo mandato de Grover Cleveland como presidente dos Estados Unidos começou em 4 de março de 1893, quando ele tomou posse [en] como o 24º presidente do país, e terminou em 4 de março de 1897. Cleveland, um democrata de Nova Iorque, que já havia servido como presidente entre os anos de 1885 a 1889, assumiu novamente o cargo após sua vitória sobre o então presidente republicano Benjamin Harrison, de Indiana, na eleição presidencial de 1892. Cleveland foi o primeiro presidente dos Estados Unidos  a deixar o cargo após um mandato e depois ser eleito para um segundo mandato – Donald Trump tornou-se o segundo a fazer isso após sua vitória na eleição de 2024. Ele foi sucedido pelo republicano William McKinley, que o derrotou em 1888.
Logo no início de seu segundo mandato, uma crise atingiu a nação com o Pânico de 1893, que desencadeou uma grave depressão econômica. Cleveland liderou a revogação do Lei Sherman de Compra de Prata [en], um golpe contra o movimento Free silver [en] (prata livre), e também reduziu as tarifas ao permitir que o Lei de Tarifas Wilson-Gorman [en] se tornasse lei. Ele ordenou que soldados federais reprimissem a Greve de Pullman [en]. Na política externa, Cleveland resistiu à anexação do Havaí e a uma intervenção americana em Cuba. Ele também buscou manter a Doutrina Monroe e forçou o Reino Unido a aceitar a arbitragem em uma disputa de fronteira com a Venezuela. Nas eleições de meio de mandato de 1894 [en], o Partido Democrata de Cleveland sofreu uma derrota massiva, o que abriu caminho para a tomada do partido por grupos agrários e defensores da prata livre.
Cleveland não foi candidato à renomeação na Convenção Nacional Democrata de 1896 [en], que indicou o defensor da prata livre William Jennings Bryan, derrotado por William McKinley na eleição seguinte. Cleveland deixou o cargo extremamente impopular, mas sua reputação foi eventualmente reabilitada na década de 1930 por estudiosos liderados por Allan Nevins [en]. Historiadores e biógrafos mais recentes adotaram uma visão mais ambivalente sobre Cleveland, embora muitos destaquem seu papel na reafirmação do poder da presidência. Em classificações históricas dos presidentes americanos por historiadores e cientistas políticos, Cleveland é geralmente considerado um presidente mediano ou acima da média.

## Eleição de 1892
Após sua derrota na eleição de 1888, Cleveland retornou a Nova Iorque, onde retomou sua carreira jurídica. Cleveland se estabeleceu como candidato à indicação de 1892 com sua “Silver Letter” de fevereiro de 1891, na qual lamentava a força crescente do movimento Free silver [en] no Partido Democrata. O principal oponente de Cleveland para a indicação foi David B. Hill, então senador por Nova Iorque. Hill uniu os elementos anti-Cleveland do Partido Democrata – prateados, protecionistas e Tammany Hall – mas não conseguiu criar uma coalizão grande o suficiente para impedir a indicação de Cleveland, que foi nomeado na primeira votação da convenção [en]. Para vice-presidente, os democratas optaram por equilibrar a chapa com Adlai Stevenson I, de Illinois, membro do movimento Free silver. Embora as forças de Cleveland preferissem Isaac P. Gray [en], de Indiana, para vice-presidente, eles aceitaram o favorito da convenção. Como defensor dos greenbacks [en] e do Free silver para inflacionar a moeda e aliviar as dificuldades econômicas nos distritos rurais, Stevenson equilibrou a chapa de Cleveland, que, de outra forma, seria um dinheiro forte [en] e um padrão-ouro. Os Republicanos indicaram novamente o presidente Harrison, tornando a eleição de 1892 uma revanche da eleição de quatro anos antes.

Resultado da eleição de 1892

A questão da tarifa foi vantajosa para os membros do Partido Republicano em 1888, mas as revisões legislativas dos últimos quatro anos tornaram os produtos importados tão caros que muitos eleitores eram favoráveis à reforma tarifária e céticos em relação às grandes empresas. Eleitores que  tradicionalmente votavam em republicanos, desertaram para James Weaver [en], o candidato do novo Partido Popular. Weaver prometeu prata grátis, generosas pensões para veteranos de guerra e um dia de trabalho de oito horas [en]. Ao final da campanha, muitos populistas e apoiadores trabalhistas apoiaram Cleveland depois de uma tentativa da Carnegie Corporation de acabar com o sindicato durante a greve de Homestead em Pittsburgh e depois de um conflito semelhante entre grandes empresas e trabalhadores na Tennessee Coal and Iron Co. Os Tammany Hall Democrats, por sua vez, aderiram à chapa nacional, permitindo que um Partido Democrata unido levasse Nova Iorque.
Cleveland obteve 46% do voto popular e 62,4% do voto eleitoral, tornando-se o primeiro de apenas dois presidentes a conquistar mandatos presidenciais não consecutivos. Harrison obteve 43% do voto popular e 32,7% do voto eleitoral, enquanto Weaver obteve 8,5% do voto popular e os votos de vários eleitores presidenciais dos estados do Oeste. Cleveland varreu o Sul sólido, venceu os estados decisivos de Nova Iorque, Nova Jérsia, Indiana e Connecticut e surpreendeu muitos observadores ao conquistar também Illinois, Wisconsin e Indiana. Nas eleições simultâneas para o congresso [en], os democratas mantiveram o controle da Câmara e conquistaram o controle do Senado, dando ao partido o controle unificado do Congresso e da presidência pela primeira vez desde a Guerra de Secessão. A vitória de Cleveland fez dele o segundo indivíduo a ganhar o voto popular em três eleições presidenciais, ao lado de Andrew Jackson.

## Administração
Cleveland foi empossado como o 24º presidente dos Estados Unidos em 4 de março de 1893. No mesmo dia, Stevenson foi empossado como vice-presidente.

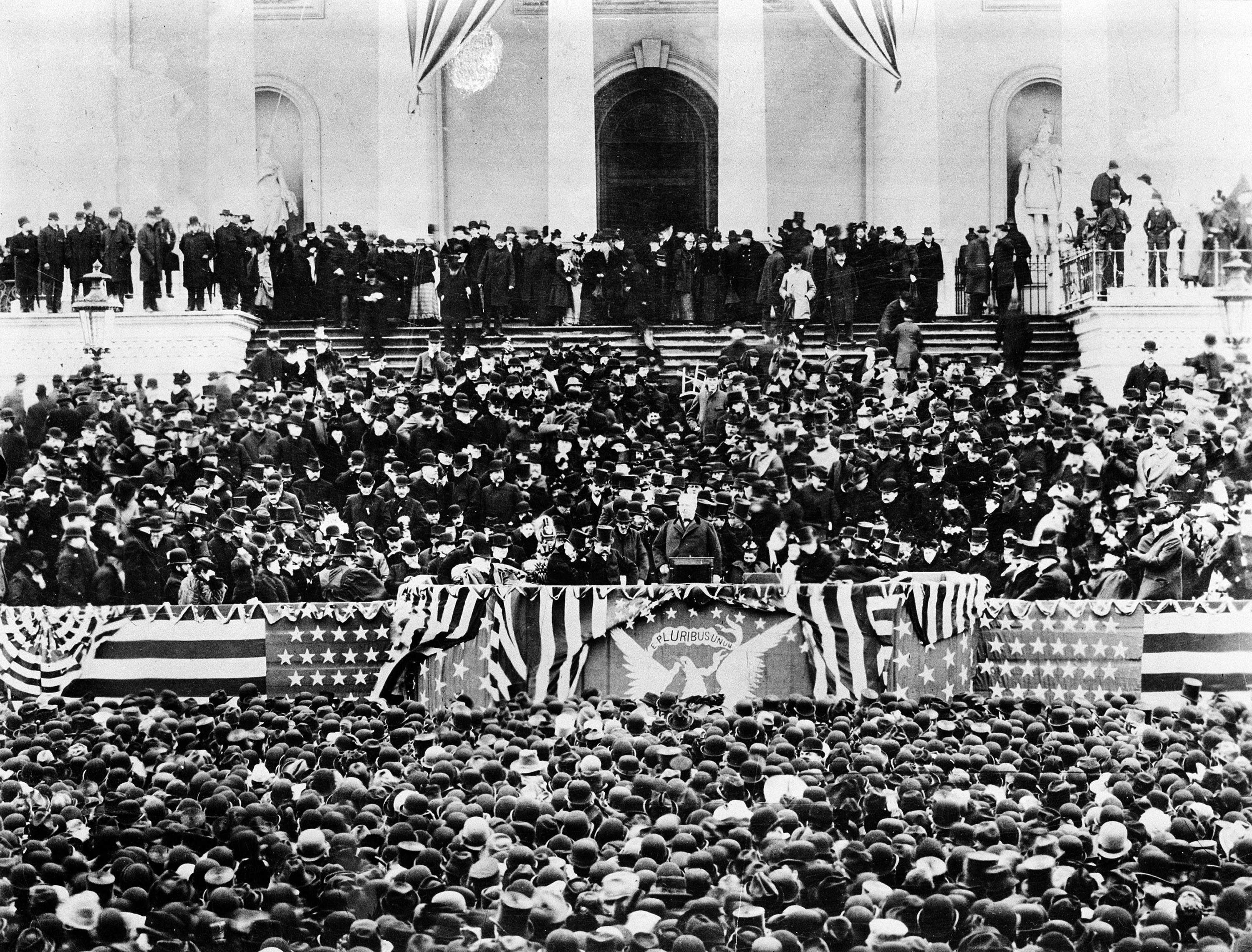
Segunda posse Grover Cleveland

## Gabinete

### Indicações
| Cargo                     | Nome                   | Período   |
| ------------------------- | ---------------------- | --------- |
| Presidente                | Grover Cleveland       | 1893–1897 |
| Vice-presidente           | Adlai Stevenson I      | 1893–1897 |
| Secretário de Estado      | Walter Q. Gresham      | 1893–1895 |
| Secretário de Estado      | Richard Olney          | 1895–1897 |
| Secretário do Tesouro     | John G. Carlisle       | 1893–1897 |
| Secretário da Guerra      | Daniel S. Lamont       | 1893–1897 |
| Secretário da Justiça     | Richard Olney          | 1893–1895 |
| Secretário da Justiça     | Judson Harmon          | 1895–1897 |
| Diretor dos Correios      | Wilson S. Bissell      | 1893–1895 |
| Diretor dos Correios      | William Lyne Wilson    | 1895–1897 |
| Secretário da Marinha     | Hilary A. Herbert      | 1893–1897 |
| Secretário do Interior    | Hoke Smith             | 1893–1896 |
| Secretário do Interior    | David R. Francis       | 1896–1897 |
| Secretário da Agricultura | Julius Sterling Morton | 1893–1897 |

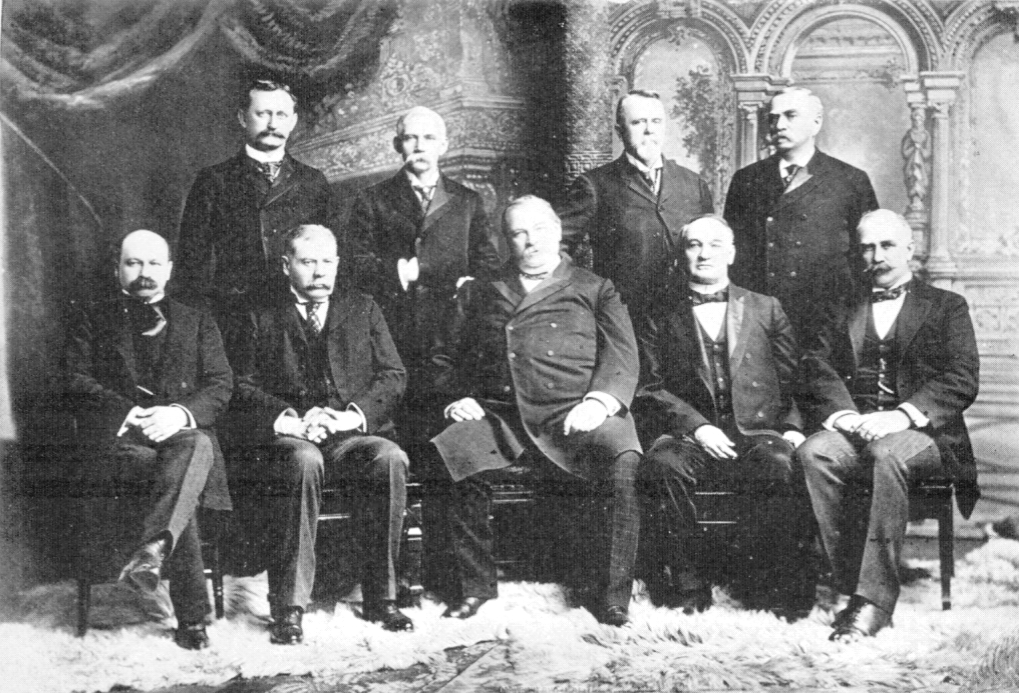
O segundo gabinete de Cleveland em 1893.
Fileira da frente (da esquerda para a direita): Daniel S. Lamont, Richard Olney, Cleveland, John G. Carlisle, Judson Harmon.
Fileira de trás (da esquerda para a direita): David R. Francis, William L. Wilson, Hilary A. Herbert, Julius S. Morton.

Ao montar seu segundo gabinete, Cleveland evitou renomear os membros do gabinete de seu primeiro mandato. Dois leais de longa data a Cleveland, Daniel S. Lamont [en] e Wilson S. Bissell [en], entraram para o gabinete como Secretário de Guerra e Postmaster General, respectivamente. Walter Q. Gresham, um ex-republicano que havia servido no gabinete do Presidente Arthur, tornou-se Secretário de Estado. Richard Olney, de Massachusetts, foi nomeado Procurador Geral e sucedeu Gresham como Secretário de Estado após a morte deste último. O ex-presidente da Câmara , John G. Carlisle [en], de Kentucky, tornou-se Secretário do Tesouro.

### Câncer
Em 1893, Cleveland foi submetido a uma cirurgia bucal para remover um tumor. Cleveland decidiu fazer a cirurgia em segredo, para evitar pânico que pudesse piorar a depressão financeira. A cirurgia ocorreu em 1º de julho, para dar a Cleveland tempo de se recuperar totalmente a tempo da próxima sessão do Congresso. Os cirurgiões operavam a bordo do Oneida [en], um iate de propriedade do amigo de Elias Cornelius Benedict [en], que navegava ao largo de Long Island. A cirurgia foi realizada através da boca do presidente, para evitar cicatrizes ou outros sinais de cirurgia.

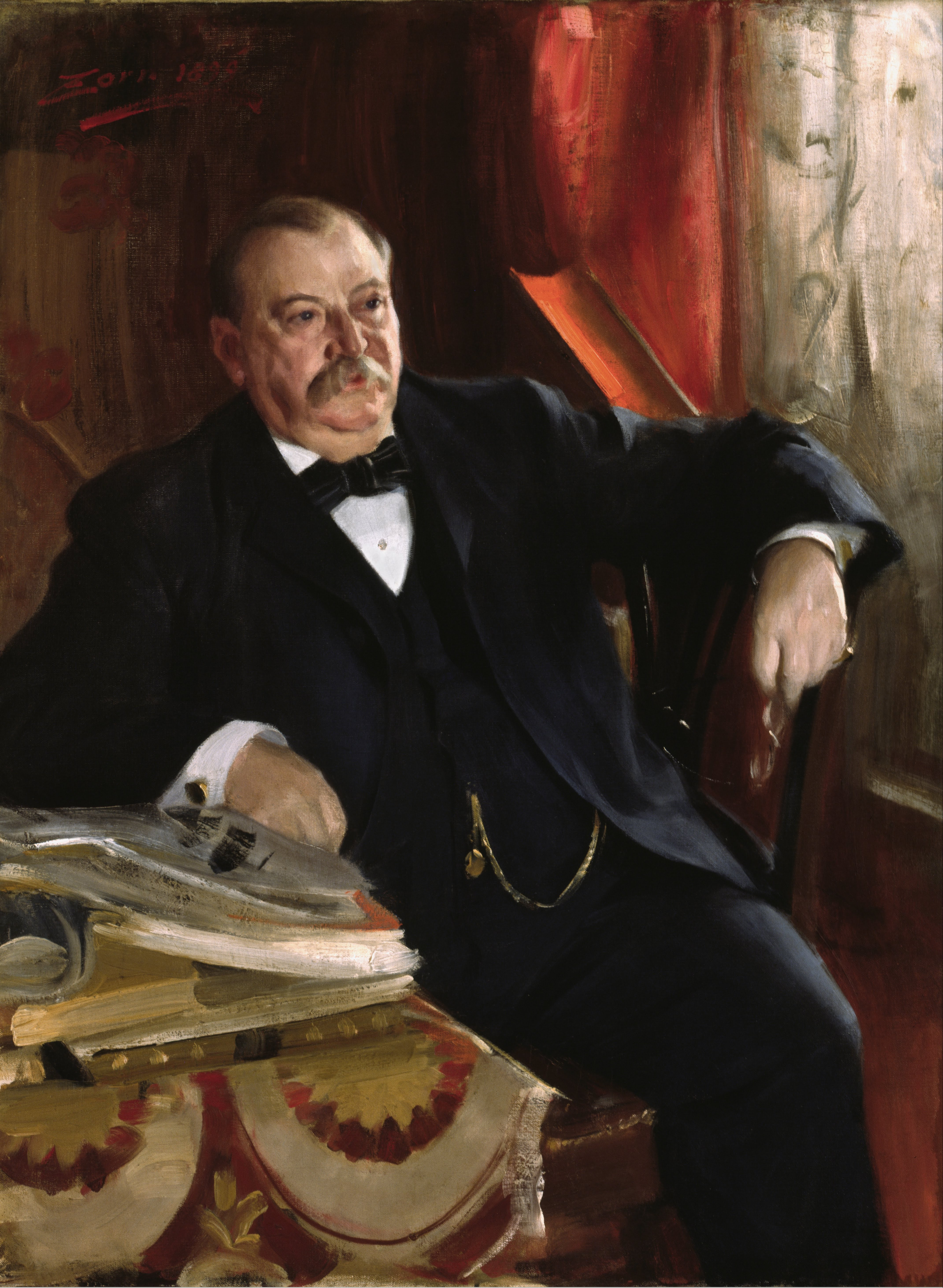
Pintura a óleo de Grover Cleveland, pintada em 1899 por Anders Zorn

O tamanho do tumor e a extensão da operação deixaram a boca de Cleveland desfigurada. Em outra cirurgia, Cleveland recebeu uma prótese dentária de borracha dura que corrigiu sua fala e restaurou sua aparência. Uma história de capa sobre a remoção de dois dentes em estado debilitado manteve a imprensa desconfiada. A operação de Cleveland não seria revelada ao público até o ano de 1917.

### Pânico econômico e a questão da prata
Pouco após o início do segundo mandato de Cleveland, o Pânico de 1893 atingiu o mercado de ações, e o governo Cleveland enfrentou uma grave depressão econômica. O pânico foi desencadeado pelo colapso da super-alavancada Philadelphia and Reading Railroad [en], mas várias questões subjacentes contribuíram para o início de uma grave crise econômica. O crédito europeu desempenhou um papel importante na economia dos Estados Unidos durante a Era Dourada, e os investidores europeus frequentemente injetavam dinheiro na economia. Entretanto, a confiança dos investidores internacionais havia sido prejudicada por uma crise financeira na Argentina, que quase causou o colapso do Barings Bank, com sede em Londres. Combinada com as condições econômicas preocupantes na Europa, a crise financeira argentina levou muitos investidores europeus a liquidar seus investimentos estadunidense. O que agravou ainda mais a economia foi a baixa safra de algodão nos EUA no ano de 1892, já que a exportação de algodão geralmente abastecia a economia estadunidense com dinheiro e crédito europeus. Esses fatores combinados deixaram o sistema financeiro dos EUA com recursos financeiros insuficientes e, como o país não tinha um sistema bancário central [en], o governo federal tinha pouco controle sobre a oferta de moeda.

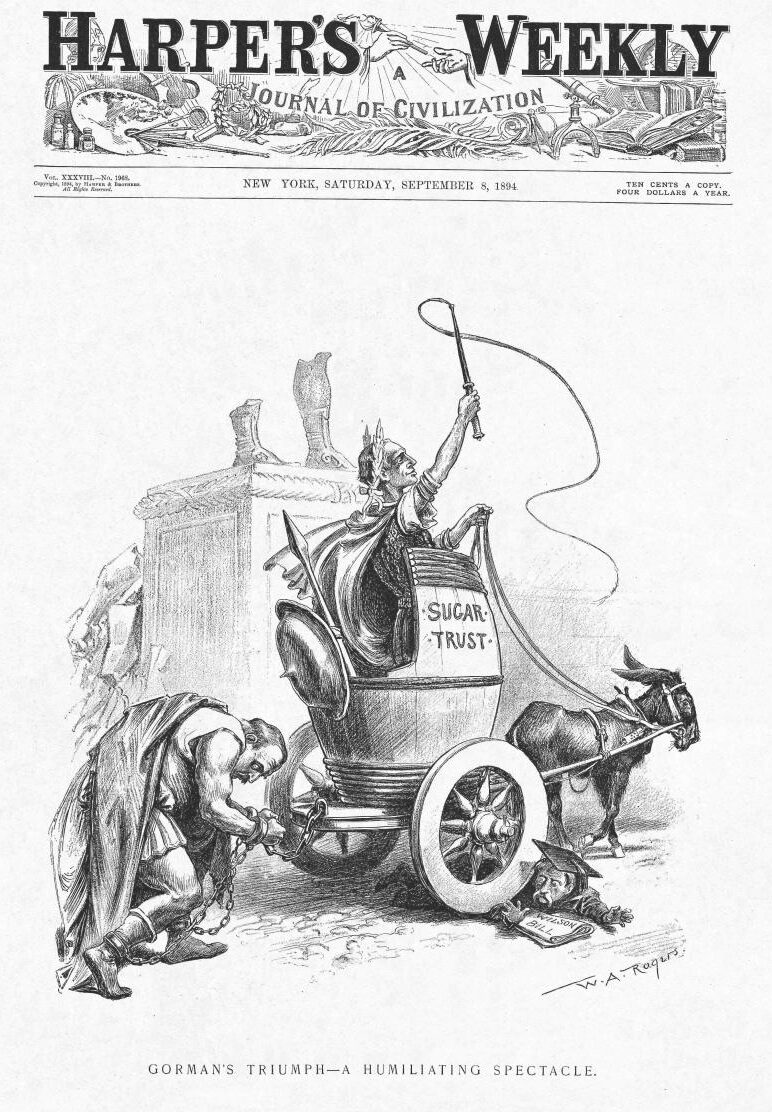
A humilhação de Cleveland por Gorman e o fundo de açúcar

Um dos primeiros sinais claros de crise financeira ocorreu em 20 de fevereiro de 1893, doze dias antes da posse de Cleveland, quando foram nomeados administradores judiciais para a ferrovia Philadelphia and Reading Railroad [en], que havia se excedido em muito. O presidente Harrison e o secretário do Tesouro dos Estados Unidos, Charles Foster, ignoraram a solicitação de pessoas como John Pierpont Morgan para que tomassem medidas para tranquilizar os investidores. Em vez disso, Harrison garantiu ao Congresso que não havia motivo para preocupação. Assim, a crise foi colocada aos pés de Cleveland. Os republicanos acabariam culpando Cleveland por causar a crise econômica que, na verdade, ele havia herdado do republicano Harrison.
Quando o pânico se espalhou após o colapso da Philadelphia and Reading Railroad [en], uma corrida aos bancos em maio de 1893 em todo o país deixou o sistema financeiro com ainda menos recursos. Cleveland acreditava que o bi metalismo incentivava o acúmulo de ouro e desestimulava o investimento dos financistas europeus. Ele argumentou que a adoção do padrão-ouro aliviaria a crise econômica ao fornecer uma moeda forte. Buscando revogar o Lei Sherman de Compra de Prata [en] e acabar com a cunhagem de moedas à base de prata, Cleveland convocou uma sessão especial do Congresso, que teve início em agosto de 1893. Os adeptos ao Free silver reuniram seus seguidores em uma convenção em Chicago, e a Câmara dos Deputados debateu por quinze semanas antes de aprovar a revogação por uma margem considerável. No Senado, a revogação da cunhagem de prata foi igualmente polêmica. Cleveland, forçado, contra seu bom senso, a fazer lobby junto ao Congresso a favor de eliminar o termo, persuadiu vários democratas no Senado a apoiá-la. Muitos democratas do Senado eram favoráveis a um meio-termo entre os membros do Free silver e Cleveland, mas Cleveland esmagou suas tentativas de produzir um projeto de lei de compromisso. Uma combinação de democratas e republicanos do leste apoiou a revogação do Lei Sherman de Compra de Prata [en], e o projeto de lei de revogação foi aprovado no Senado por uma maioria de 48 a 37. O esgotamento das reservas de ouro do Tesouro continuou, em um ritmo menor, mas as emissões subsequentes de títulos reabasteceram os suprimentos de ouro. Na época, a revogação parecia um pequeno revés para os prateados, mas marcou o início do fim da prata como base para a moeda americana.

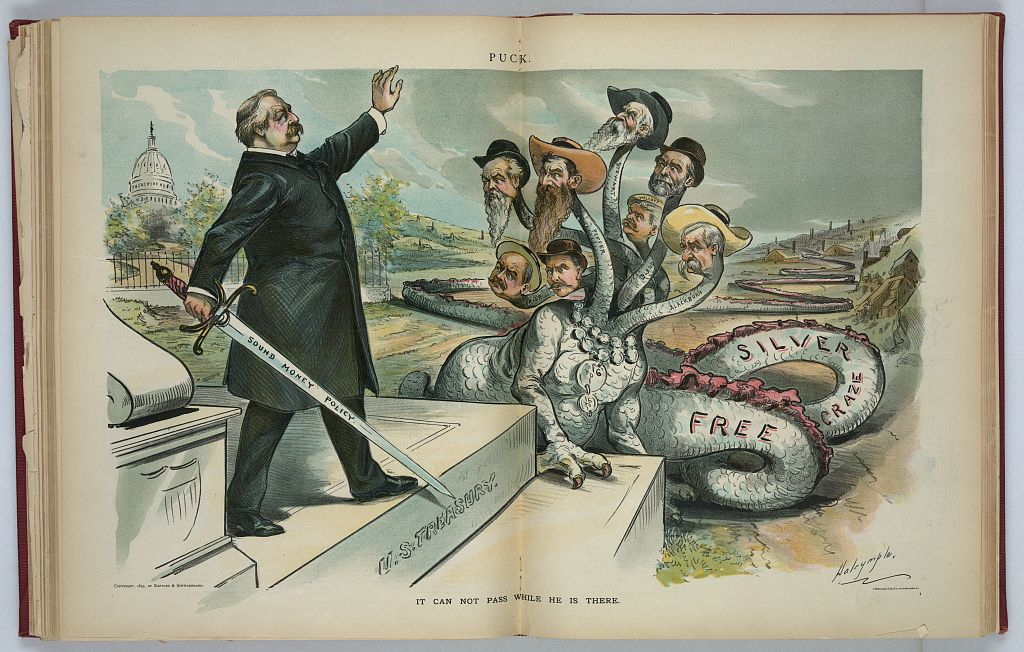
Caricatura de Cleveland como anti-prata.

Ao contrário das alegações do governo durante o debate sobre o projeto de lei de revogação, a revogação não conseguiu restaurar a confiança dos investidores. Centenas de bancos e outras empresas faliram, e 25% das ferrovias do país estavam em recuperação judicial em 1895. As taxas de desemprego subiram acima de 20% em grande parte do país, enquanto aqueles que conseguiram permanecer empregados sofreram cortes salariais significativos. O pânico econômico também causou uma redução drástica na receita do governo. No ano de 1894, com o governo correndo o risco de não conseguir quitar suas despesas, Cleveland convenceu um grupo liderado pelo financista John Pierpont Morgan a comprar sessenta milhões de dólares em títulos dos Estados Unidos. O acordo resultou em uma infusão de ouro na economia, permitindo a continuação do padrão ouro, mas Cleveland foi amplamente criticado por confiar nos banqueiros de Wall Street, centro financeiro do país, para manter o governo funcionando. As condições econômicas ruins persistiram durante o segundo mandato de Cleveland, e os níveis de desemprego aumentaram no final de 1895 e em 1896.

### Agitação trabalhista

#### Exército de Coxey
O Pânico de 1893 prejudicou as condições de trabalho em todos os Estados Unidos, e a vitória da legislação contra a prata piorou o humor dos  trabalhadores do oeste estadunidense. Um grupo de trabalhadores liderado por Jacob Coxey [en] começou a marchar para o leste em direção a Washington, para protestar contra as políticas de Cleveland. Esse grupo, conhecido como Coxey's Army [en], agitou em favor de um programa nacional de construção de estradas para dar emprego aos trabalhadores e de uma moeda bimetálica para ajudar os agricultores a pagar suas dívidas.
A marcha começou com apenas 122 participantes, mas, em um sinal de sua proeminência nacional, foi coberta por 44 repórteres designados. Várias pessoas se juntaram ao Coxey's Army [en] ao longo de sua caminhada, e muitos que queriam participar da marcha sequestraram trens. Ao chegarem a Washington, os manifestantes foram dispersos pelo Exército dos EUA e depois processados por se manifestarem em frente ao Capitólio. O próprio Coxey retornou a Ohio para concorrer, sem sucesso, ao Congresso como membro do Partido Popular nas eleições de 1894. Embora o Coxey's Army [en] não tenha representado uma ameaça séria ao governo, ele sinalizou uma crescente insatisfação no país com as políticas monetárias tomadas pelo governo.

#### Greve da Pullman
Como as ferrovias sofriam com a queda dos lucros, elas reduziram os salários dos trabalhadores; em abril de 1894, o salário médio dos ferroviários havia caído mais de 25% desde o início de 1893. Liderada por Eugene V. Debs, a American Railway Union [en] (ARU) organizou greves contra a Northern Pacific Railway e a Union Pacific Railroad. As greves logo se espalharam para outros setores, inclusive para a Pullman Company [en]. Após George Pullman se recusar a negociar com a ARU e demitir trabalhadores envolvidos com o sindicato, a ARU recusou-se a prestar serviços a qualquer vagão ferroviário construído pela Pullman Company, dando início à Greve Pullman [en]. Em junho de 1894, 125 mil trabalhadores ferroviários estavam em greve, paralisando o comércio do país. Como as ferrovias transportavam o correio e como várias das linhas afetadas estavam em processo de recuperação judicial federal [en], Cleveland acreditava que uma solução federal era apropriada. Ele foi instado a agir pelo Procurador Geral Olney, um ex-advogado da ferrovia que trabalhou com os interesses da ferrovia para destruir a ARU.
Cleveland obteve uma liminar no tribunal federal e, quando os grevistas se recusaram a obedecê-la, ele enviou tropas federais para Chicago e 20 outros centros ferroviários. “Se for necessário todo o exército e a marinha dos Estados Unidos para entregar um cartão postal em Chicago”, ele proclamou, ‘esse cartão será entregue’. O governador John Peter Altgeld [en], de Illinois, protestou furiosamente contra o envio de tropas por Cleveland, argumentando que o presidente havia usurpado o poder de polícia dos governos estaduais. Embora Rutherford B. Hayes tenha estabelecido um precedente para o uso de soldados federais em disputas trabalhistas, Cleveland foi o primeiro presidente a enviar soldados para uma disputa trabalhista sem o convite de um governador de estado. Os principais jornais de ambos os partidos aplaudiram as ações de Cleveland, mas o uso de tropas endureceu a atitude do trabalho organizado em relação à sua administração. As ações de Cleveland seriam confirmadas pela Suprema Corte no caso In re Debs [en], que sancionou o direito do presidente de intervir em disputas trabalhistas que afetavam o comércio interestadual. O resultado da greve da Pullman, combinado com o fraco processo antitruste [en] do governo contra a American Sugar Refining Company, fez com que muitos acreditassem que Cleveland era um instrumento das grandes empresas.

### Frustrações tarifárias

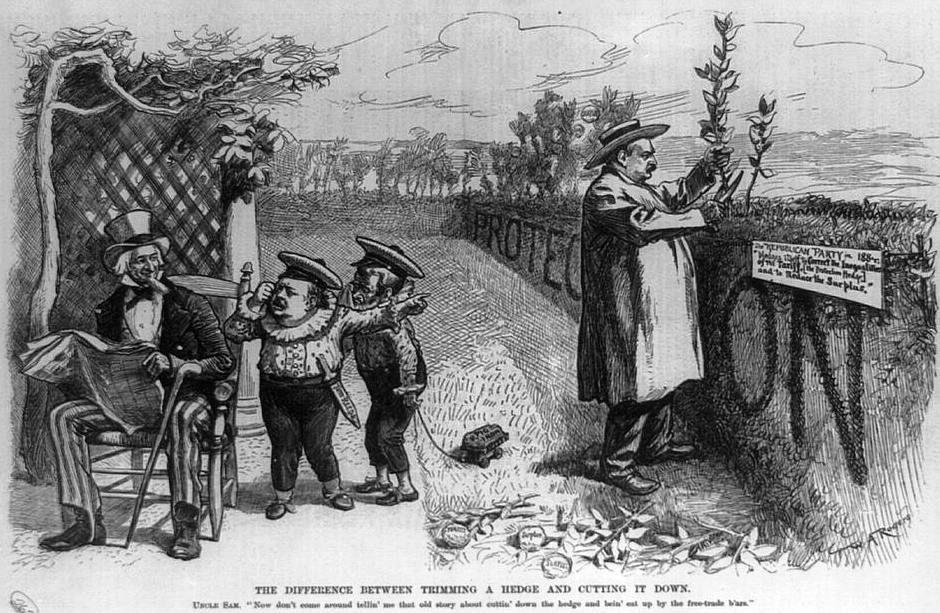
Cleveland, retratado como um reformador de tarifas

A Tarifa McKinley [en] foi a peça central da política republicana, mas os democratas a atacaram por aumentar os preços ao consumidor. Os democratas acreditavam que sua vitória na eleição de 1892 lhes deu um mandato para reduzir as tarifas, e os líderes democratas fizeram da redução de tarifas uma prioridade fundamental depois que o Congresso revogou o Lei Sherman de Compra de Prata [en]. O representante da Virgínia Ocidental, William Lyne Wilson [en], apresentou um projeto de lei de redução de tarifas, redigido em conjunto com a administração Cleveland, em dezembro de 1893. O projeto de lei propôs revisões moderadas para baixo na tarifa, especialmente em matérias-primas. O déficit na receita deveria ser compensado por um imposto de renda de 2% sobre a renda acima de 4 mil dólares, valor equivalente ajustado para 140 mil dólares nos dias atuais. Lucros corporativos, presentes e heranças também seriam tributados a uma alíquota de 2%. O projeto de lei restauraria o imposto de renda federal pela primeira vez desde a década de 1870; os defensores do imposto de renda acreditavam que ele ajudaria a reduzir a desigualdade de renda e transferiria o ônus da tributação para os ricos. Wilson e o governo Cleveland eram ambivalentes em relação ao imposto de renda, mas ele foi incluído no projeto de lei graças aos esforços dos congressistas William Jennings Bryan e Benton McMillin. Após um longo debate, o projeto de lei foi aprovado na Câmara por uma margem considerável.
O projeto de lei foi então analisado no Senado, onde enfrentou forte oposição dos principais democratas, liderados por Arthur Pue Gorman [en], de Maryland, que insistiam em mais proteção para as indústrias de seus estados do que o permitido pelo projeto de lei de Wilson. O projeto de lei foi aprovado no Senado com mais de 600 emendas anexadas que anularam a maioria das reformas. O Sugar Trust, em particular, fez lobby por mudanças que o favoreceram em detrimento do consumidor. Apesar da forte oposição conservadora ao imposto de renda, ele permaneceu no projeto de lei, em parte porque muitos senadores acreditavam que a Suprema Corte acabaria declarando o imposto inconstitucional. Após um extenso debate, o Senado aprovou o projeto de lei tarifária Wilson-Gorman em julho de 1894 por 39 votos a favor e 34 contra. Wilson e Cleveland tentaram restaurar algumas das taxas mais baixas do projeto original da Câmara, mas a Câmara votou a favor da versão do Senado do projeto em agosto de 1894. O projeto de lei final reduziu as taxas tarifárias médias de 49% para 42%. Cleveland ficou indignado com o projeto de lei final e o denunciou como um produto vergonhoso do controle do Senado por trustes e interesses comerciais. Sua principal questão foi, portanto, arruinada. Mesmo assim, ele acreditava que a Lei de Tarifas Wilson-Gorman [en] era uma melhoria em relação à tarifa McKinley e permitiu que ela se tornasse lei sem sua assinatura. O imposto de renda pessoal incluído na tarifa foi derrubado pela Suprema Corte no caso de 1895, Pollock v. Farmers' Loan & Trust Co. [en].

### Direitos civis

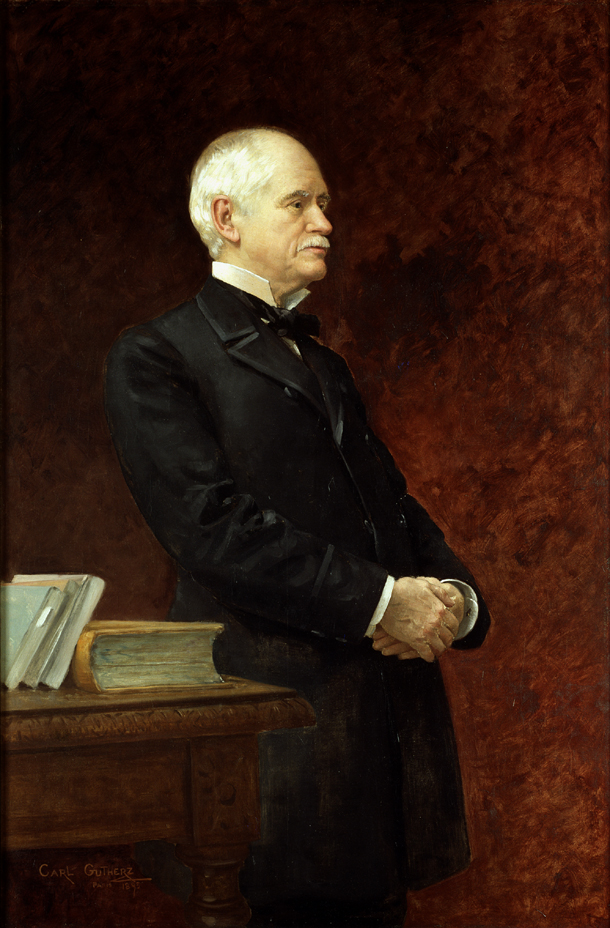
O senador John T. Morgan se opôs a Cleveland em várias questões, dizendo sobre Cleveland que “odeio o chão que o homem pisa”.

No ano de 1892, Cleveland fez campanha contra a Lei Lodge [en], que teria reforçado a proteção dos direitos de voto [en] por meio da nomeação de supervisores federais das eleições para o Congresso mediante petição dos cidadãos de qualquer distrito. Uma vez no cargo, ele continuou a se opor a qualquer esforço federal para proteger os direitos de voto. A Lei dos Direitos Civis de 1871 previa uma supervisão federal detalhada do processo eleitoral, desde o registro até a certificação dos resultados, mas em 1894 Cleveland assinou uma revogação dessa lei.
Cleveland aprovou a decisão da Suprema Corte de 1896 no caso Plessy v. Ferguson, que reconheceu a constitucionalidade da segregação racial sob a doutrina “separados, mas iguais”. Como a Suprema Corte e o governo federal não estavam dispostos a intervir para proteger o sufrágio dos afro-americanos, os estados do sul continuaram a aprovar várias leis Jim Crow, negando efetivamente o sufrágio a muitos cidadãos afro-americanos por meio de uma combinação de taxas de votação, testes de alfabetização e compreensão e requisitos de residência e manutenção de registros.

### Eleições de meio de mandato de 1894
Pouco antes das eleições de 1894 [en], Cleveland foi alertado por Francis Lynde Stetson, um conselheiro:
Estamos na véspera de uma noite muito escura, a menos que um retorno da prosperidade comercial alivie o descontentamento popular com o que eles acreditam ser a incompetência democrata para fazer leis, e consequentemente [o descontentamento] com as administrações democratas em qualquer lugar e em todos os lugares.
O alerta foi apropriado, pois nas eleições para o Congresso, os republicanos conquistaram sua maior vitória em décadas, assumindo o controle total da Câmara dos Representantes. Os democratas sofreram perdas em quase todos os lugares fora do Sul, onde o partido conseguiu resistir ao desafio populista à sua dominância. Os populistas aumentaram sua parcela do voto nacional, mas perderam o controle de estados ocidentais como Kansas e Colorado para os republicanos. Os inimigos faccionais de Cleveland ganharam o controle do Partido Democrata em estado após estado, incluindo controle total em Illinois e Michigan, além de avanços significativos em Ohio, Indiana, Iowa e outros estados. Wisconsin e Massachusetts foram dois dos poucos estados que permaneceram sob o controle dos aliados de Cleveland. A oposição democrata estava próxima de controlar dois terços dos votos na convenção nacional de 1896, o que precisavam para indicar seu próprio candidato. Durante os últimos dois anos de seu mandato, Cleveland enfrentou um Congresso controlado pelos republicanos, e os democratas remanescentes no Congresso eram em grande parte sulistas de orientação agrária que tinham pouca lealdade a Cleveland.

### Política externa
Quando Cleveland voltou ao cargo, ele enfrentou a questão da anexação do Havaí. Em seu primeiro mandato, ele havia apoiado o livre comércio com o Havaí e aceitou uma emenda que concedeu aos Estados Unidos uma estação naval e de carvão em Pearl Harbor. Nos quatro anos que se seguiram, empresários de Honolulu de ascendência europeia e americana denunciaram a Rainha Liliuokalani como uma tirana que rejeitava o governo constitucional. 
Ao início de 1893, eles planejaram a derrubada da monarquia [en], estabeleceram uma república sob o comando de Sanford B. Dole e tentaram se unir aos Estados Unidos. O governo Harrison rapidamente concordou com representantes do novo governo em um tratado de anexação, que foi submetido ao Senado para ratificação em 15 de fevereiro de 1893. Em 9 de março, cinco dias após assumir o cargo, Cleveland retirou o tratado do Senado. Seu biógrafo, Alyn Brodsky, argumenta que foi uma oposição profundamente pessoal da parte de Cleveland ao que ele considerava uma ação imoral contra um pequeno reino:
Assim como ele defendeu as Ilhas Samoa contra a Alemanha porque se opunha à conquista de um estado menor por um maior, ele também defendeu as Ilhas Havaianas contra sua própria nação. Ele poderia ter deixado a anexação do Havaí caminhar inexoravelmente para seu inevitável desfecho. Mas optou pelo confronto, que odiava, pois para ele era a única maneira de um povo fraco e indefeso manter sua independência. Não era à ideia de anexação que Grover Cleveland se opunha, mas à ideia de anexação como pretexto para aquisição territorial ilícita.
Cleveland enviou o ex-congressista James Henderson Blount [en] ao Havaí para investigar as condições do local. Blount, um líder do movimento de supremacia branca na Geórgia, há muito tempo denunciava o imperialismo japonês. Alguns observadores especularam que ele apoiaria a anexação com base na incapacidade dos asiáticos de se autogovernarem. Ao invés disso, Blount propôs que os militares dos EUA restaurassem a rainha pela força e argumentou que os nativos do Havaí deveriam ter permissão para continuar com seus “costumes asiáticos”. Cleveland decidiu restaurar a rainha, mas ela se recusou a conceder anistia como condição para sua reintegração, dizendo que executaria ou baniria o governo atual em Honolulu e confiscaria todas as suas propriedades. O governo de Dole se recusou a ceder sua posição, e poucos americanos queriam usar a força armada para derrubar um governo republicano a fim de instalar um monarca absoluto. Em dezembro de 1893, Cleveland encaminhou a questão ao Congresso; ele incentivou a continuação da tradição americana de não intervenção. Dole tinha mais apoio no Congresso do que a rainha. Os republicanos alertaram que um Havaí completamente independente não sobreviveria por muito tempo à disputa por colônias. A maioria dos observadores achava que o Japão logo tomaria conta do país e, de fato, a população do Havaí já era mais de 20% japonesa. O avanço japonês era preocupante, especialmente na costa oeste. O Senado, sob o controle dos democratas, mas com oposição a Cleveland, encomendou o Relatório Morgan [en], que contradizia as descobertas de Blount e concluía que a derrubada era um assunto totalmente interno. Cleveland desistiu de qualquer conversa sobre a reintegração da rainha e passou a reconhecer e manter relações diplomáticas com a nova República do Havaí. Em 1898, depois que Cleveland deixou o cargo, os Estados Unidos anexaram o Havaí.
Mais perto de casa, Cleveland adotou uma interpretação ampla da Doutrina Monroe, que não apenas proibia novas colônias europeias, mas também declarava o interesse nacional estaudunidense em qualquer questão de substância no Hemisfério Ocidental. Quando a Grã-Bretanha e a Venezuela discordaram sobre a fronteira entre a Venezuela e a colônia da Guiana Britânica, Cleveland e o Secretário de Estado, Olney, protestaram. Os britânicos inicialmente rejeitaram a demanda dos Estados Unidos por uma arbitragem da disputa de limites e rejeitaram a validade e a relevância da Doutrina Monroe. Por fim, o primeiro-ministro britânico Lord Salisbury, decidiu que não valia a pena antagonizar os Estados Unidos com a disputa sobre a fronteira com a Venezuela, e os britânicos concordaram com a arbitragem. Um tribunal se reuniu em Paris, capital francesa, em 1898 para decidir a questão e, em 1899, concedeu a maior parte do território em disputa à Guiana Britânica. Buscando estender a arbitragem a todas as disputas entre os dois países, os Estados Unidos e a Grã-Bretanha concordaram com o Tratado de Olney-Pauncefote [en] em 1897, mas o tratado não foi ratificado por três votos no Senado.
A Guerra da Independência Cubana começou no fim de 1895, quando os rebeldes cubanos tentaram se libertar do domínio espanhol. Os Estados Unidos e Cuba mantinham relações comerciais estreitas, e preocupações humanitárias levaram muitos americanos a exigir uma intervenção ao lado dos rebeldes. Cleveland não simpatizava com a causa rebelde e temia que uma Cuba independente acabasse caindo nas mãos de outra potência europeia. Ele emitiu uma proclamação de neutralidade em junho de 1895 e avisou que impediria qualquer tentativa de intervenção de aventureiros estadunidense.

### Política militar
O segundo governo de Cleveland estava tão comprometido com a modernização militar quanto o primeiro, e encomendou os primeiros navios de uma marinha capaz de ação ofensiva. A construção continuou no programa Endicott de fortificações costeiras [en] iniciado no primeiro governo de Cleveland. A adoção do fuzil norueguês Krag-Jørgensen, o primeiro fuzil de repetição de ação em ferrolho do Exército dos Estados Unidos, foi finalizada. No biênio 1895-1896, o secretário da Marinha, Hilary A. Herbert [en], que recentemente adotou a estratégia naval agressiva defendida pelo capitão Alfred Thayer Mahan, propôs com sucesso a encomenda de cinco navios de guerra (as classes Kearsarge e Illinois) e dezesseis barcos torpedeiros. A conclusão desses navios quase dobrou o número de navios de guerra da Marinha e criou uma nova força de torpedeiros, que antes tinha apenas dois barcos. No entanto, os navios de guerra e sete dos torpedeiros não foram concluídos até 1899-1901, após a Guerra Hispano-Americana.

### Nomeações judiciais
Os problemas de Cleveland com o Senado prejudicaram o sucesso de suas indicações para a Suprema Corte em seu segundo mandato. No ano de 1893, após a morte de Samuel Blatchford [en], Cleveland indicou o nome de William Hornblower [en] para a mais importante corte do país. Hornblower, chefe de um escritório de advocacia da cidade de Nova Iorque, era considerado uma indicação qualificada, mas sua campanha contra um político da máquina de Nova Iorque havia tornado o senador David B. Hill seu inimigo. Hornblower, diretor de um escritório de advocacia da cidade de Nova Iorque, era considerado um candidato qualificado, mas sua campanha contra um político da máquina de Nova Iorque havia tornado o senador David B. Hill seu inimigo. Além disso, Cleveland não havia consultado os senadores antes de nomear seu indicado, o que deixou muitos dos que já se opunham a Cleveland por outros motivos ainda mais prejudicados. O Senado rejeitou a indicação de Hornblower em 15 de janeiro de 1894, por uma votação de 30 a 24.
Clevelnd continuou a tentar emplacar um nome para a Suprema Corte. Desta vez o escolhido foi Wheeler Hazard Peckham [en], outro advogado de Nova Iorque, também opositor a David B. Hill. Hill utilizou toda a sua influência para bloquear a confirmação de Peckham e, em 16 de fevereiro de 1894, o Senado rejeitou a indicação por 32 votos a 41. Os reformistas pediram a Cleveland que continuasse a luta contra Hill e nomeasse Frederic René Coudert [en], mas Cleveland concordou com uma escolha inofensiva, a do senador Edward Douglass White, da Louisiana, cuja indicação foi aceita por unanimidade. Mais tarde, em 1896, outra vaga na Suprema Corte levou Cleveland a considerar William Hornblower [en] novamente, mas ele se recusou a ser nomeado. Optou por outro caminho, ao indicar Rufus Wheeler Peckham [en], irmão de Wheeler Hazard Peckham [en], e o Senado confirmou o Rufus com facilidade.

### Estados admitidos na União
No meio de seu segundo mandato, em 16 de julho de 1894, o 53.º Congresso dos Estados Unidos [en] aprovou uma lei que permitia que Utah formasse uma constituição e um governo estadual e se candidatasse à condição de estado. No dia 4 de janeiro de 1896, Cleveland proclamou a região como um estado integrante ao país.

### Eleição de 1896

Resultados da eleição presidencial de 1896

Cleveland tentou neutralizar a crescente força do movimento pelo Free Silver, mas os democratas do Sul uniram-se aos seus aliados do Oeste para rejeitar as políticas econômicas de Cleveland. O Pânico de 1893 destruiu a popularidade de Cleveland, mesmo dentro de seu próprio partido. Embora Cleveland nunca tenha anunciado publicamente que não buscaria a reeleição, ele não tinha intenção de concorrer a um terceiro mandato. O silêncio de Cleveland sobre um possível sucessor prejudicou sua facção no partido, já que seus aliados conservadores não conseguiram se unir em torno de um único candidato. Os inimigos agrários e defensores da prata de Cleveland ganharam o controle da Convenção do Partido Democrático [en], rejeitaram a administração de Cleveland e o padrão-ouro, e indicaram William Jennings Bryan com uma plataforma baseada no Free silver. Cleveland apoiou silenciosamente a chapa de terceiros do Partido Democrático Nacional [en], que prometia defender o padrão-ouro, limitar o governo e opor-se a altas tarifas, mas recusou a oferta do grupo dissidente para concorrer a um terceiro mandato.
A Convenção do Partido Republicano [en] indicou o ex-governador de Ohio, William McKinley. Com a ajuda do gerente de campanha Mark Hanna [en], McKinley emergiu como o favorito para a indicação muito antes da convenção, construindo apoio entre líderes republicanos por todo o país. Na eleição geral, McKinley buscou agradar tanto aos agricultores quanto aos interesses empresariais ao não tomar uma posição clara sobre questões monetárias. Ao buscar apoio político concentrou sua campanha em atacar o manejo da economia pela administração Cleveland e argumentou que tarifas mais altas restaurariam a prosperidade. Muitos líderes populistas queriam indicar Eugene Debs e fazer campanha com base em toda a gama de reformas propostas pelo partido, mas a convenção populista de 1896 acabou indicando Bryan. Os republicanos retrataram Bryan e os populistas como revolucionários sociais engajados em uma guerra de classes, enquanto Bryan atacou McKinley como uma ferramenta dos ricos.
Na eleição presidencial de 1896, McKinley obteve uma vitória decisiva sobre Bryan, conquistando 51% do voto popular e 60,6% dos votos eleitorais. Embora Bryan tenha feito uma campanha intensa no Meio-Oeste, as divisões democratas e a tradicional força republicana na região ajudaram McKinley a vencer a maioria dos estados da área. McKinley também dominou o Nordeste, enquanto Bryan conquistou o Sul Sólido. John M. Palmer [en], o candidato dos Democratas do Ouro, obteve pouco menos de 1% do voto popular. Apesar da derrota de Palmer, Cleveland ficou satisfeito com o resultado da eleição, pois preferia fortemente McKinley a Bryan e viu a vitória do primeiro como uma validação do padrão-ouro.

## Reputação histórica
De acordo com o historiador Henry Graff, Cleveland reafirmou o poder do Poder Executivo, mas sua falta de uma visão clara para o país marcou sua presidência como pré-moderna. Graff também observa que Cleveland ajudou a estabelecer o domínio democrata no Sul Sólido por meio de políticas de reconciliação e, ao mesmo tempo, revitalizou seu partido no Norte ao adotar a reforma do serviço público. O historiador Richard White descreve Cleveland como o “Andrew Johnson da década de 1890", pois o temperamento e as políticas de Cleveland não eram adequados à crise enfrentada pelo país. O historiador Richard Welch argumenta que Cleveland foi bem-sucedido em reafirmar o poder da presidência, mas não tinha uma visão ampla do país.
Cleveland era uma das figuras públicas menos populares do país quando deixou o cargo em 1897, mas sua reputação havia se recuperado substancialmente na época de sua morte, em 1908. Em A Study in Courage, uma biografia de Cleveland de 1933, o historiador Allan Nevins [en] retratou Cleveland como um corajoso reformista. Historiadores como Henry Steele Commager [en] e Richard Hofstadter concordaram com essa visão, com Hofstadter escrevendo que Cleveland era “o único fac-símile razoável de um presidente importante entre Lincoln e Theodore Roosevelt”. 
Posteriormente, historiadores passaram a olhar também para os fracassos de Cleveland e seu favoritismo em relação às grandes empresas. Em uma pesquisa de historiadores de 1948, Cleveland foi classificado como o oitavo maior presidente da história dos EUA, mas sua posição em pesquisas de historiadores e cientistas políticos diminuiu desde 1948. Uma pesquisa de 2018 da seção de Associação Americana de Ciência Política [en] classificou Cleveland como o 24º melhor presidente. No ano de 2017, a emissora estatal estadunidense C-SPAN, que contou com a presença de diversos historiadores considerou como o 23º melhor presidente da história do país.